# Diana Maximowna Toroptschenowa
Diana Maximowna Toroptschenowa (russisch Диана Максимовна Торопченова; * 9. August 2002) ist eine russische Skispringerin.

## Werdegang
Diana Toroptschenowa startete erstmals auf internationaler Ebene im Rahmen zweier Wettbewerbe des FIS Cups am 11. und 12. Juli 2019 im kasachischen Schtschutschinsk, wo sie zweimal den 16. und letzten Platz belegte. Zwei Jahre später folgten weitere Wettbewerbsteilnahmen im FIS Cup. Toroptschenowa startete am 17. Juli 2021 in Kuopio erstmals bei zwei Wettbewerben im Continental Cup; hierbei belegte sie die Platzierungen 31 und 25, womit sie zugleich auch erste Continental-Cup-Punkte erreichte. Am 4. und 5. Dezember 2021 nahm sie an den Continental-Cup-Wettbewerben in Zhangjiakou teil; beim ersten Wettbewerb belegte sie den zweiten Platz hinter Marija Jakowlewa, den zweiten Wettbewerb am darauffolgenden Tag gewann sie.

## Erfolge

### Continental-Cup-Siege im Einzel
| Nr. | Datum             | Ort         | Typ         |
| --- | ----------------- | ----------- | ----------- |
| 1.  | 05. Dezember 2021 | Zhangjiakou | Großschanze |

### Continental-Cup-Platzierungen
| Saison  | Sommer | Sommer | Winter | Winter | Gesamt | Gesamt |
| Saison  | Platz  | Punkte | Platz  | Punkte | Platz  | Punkte |
| ------- | ------ | ------ | ------ | ------ | ------ | ------ |
| 2021/22 | 62.    | 006    |        |        |        |        |